# Design Review Based on Failure Mode
Versagenserfassungsgestützte Konstruktionsänderung bzw. Design Review Based on Failure Mode (DRBFM) ist eine Entwicklungsmethode, die den Entwicklungsprozess eines Prozesses/Produktes begleitet. Sie wird im Rahmen des Qualitätsmanagements zur vorbeugenden Fehlervermeidung eingesetzt.

## Herkunft
Design Review Based on Failure Mode wurde von Toyota entwickelt und wird dort erfolgreich angewendet. Sie ist aus der Erkenntnis entstanden, dass Änderungen das höchste Fehlerpotential enthalten, und wurde zu großen Teilen aus der FMEA (Fehlermöglichkeits- und Einflussanalyse) hergeleitet.

## Begriffserklärung
Das Akronym DRBFM steht für „Design Review Based on Failure Mode“ und zeigt die wesentlichen Elemente im Vorgehen auf:
- DR = Design Review: Überprüfung der Entwicklung durch interne und externe Experten (Kunden, Zulieferer), die selbst nicht am Projekt beteiligt sind.
- BFM = Based on Failure Mode: Bedeutet, dass Experten sich über die möglichen Fehler zu dieser Änderung Gedanken machen, diese Fehler in einem Formblatt hinterlegen, bewerten und ggf. Maßnahmen ableiten. Der Erfinder der Methode, Tatsuhiko Yoshimura, versuchte zunächst die Ingenieure zu einem kreativen Design Review mittels eines FMEA-Formblattes zu überzeugen, musste aber feststellen, dass die Kreativität im Design Review durch den formellen Aufbau des FMEA-Formblattes nicht gegeben war.[1]

## Vorgehen
Bei DRBFM wird im Gegensatz zur FMEA üblicherweise nicht mit Moderatoren gearbeitet. Es sind aber technische Fachleute, die eine entsprechende Denkweise haben, erforderlich. Die Methode DRBFM stellt kein weiteres Managementtool dar, sondern ist ein Werkzeug zur Erzeugung eines robusten Designs schon in der Entwicklung. Dies bedeutet, dass DRBFM eine Methode ist, die von den Entwicklern und Ingenieuren angewendet wird, um schon in den frühen Phasen der Produktentstehung ein robustes Design zu erzielen.
Die Umsetzung erfolgt auf einem vorzugsweise im DIN-A0-Format ausgedruckten Arbeitsblatt, um in einer aktiven Diskussion eine Kollaboration mit hohem Informationsgehalt zu erstellen.

## Methodik
Die DRBFM fokussiert bei der Herleitung auf Änderungen (hier im erweiterten Sinne zu sehen: auch eine neue Plattform oder Applikation ist eine Änderung). Sie stellt die detaillierten Änderungen den Funktionen der Bauteilelemente gegenüber. Die Änderungen sind dabei vollständig quantifiziert (z. B. „Wandstärke der Druckkammer vorher 1,2 mm, Wandstärke nachher 0,75 mm. Grund: Erreichen eines um 29 % geringeren Bauteilgewichts“ anstelle von „geringere Wandstärke“. Oder „Vorher: 20 Mantisse-Bits, Nachher 56 Mantisse-Bits. Grund: Reduktion des Signalrauschens am Ausgang um 14 dB“ anstelle von „höhere Rechengenauigkeit“).
In dieser Matrix werden die sogenannten „Concerns“ gesucht. Ein „Concern“ ist ein verbal oder schriftlich formulierter Einwand, der ein änderungsbedingtes potenzielles Problem im betrachteten Design darlegt. Diese (und nur diese) Änderungen werden dann in das „Arbeitsblatt“ (oder auch „Worksheet“) übernommen und bearbeitet. Ein „Concern“ wird technisch exakt und nachvollziehbar beschrieben, so dass mittels „5 × Why“-Analyse die Grundursache für das befürchtete Problem ermittelt werden kann bzw. dass sich quantitativ zeigen lässt, dass der „Concern“ keinen, oder keinen relevanten Einfluss hat (das Design erfüllt nach der Änderung immer noch die Spezifikation).
Fiktives Beispiel: „Durch die Verringerung der Wandstärke der Druckkammer auf 0,75 mm besteht die Gefahr, dass beim Fertigungsschritt “Gießen„ aufgrund der Fertigungsschwankungen unzulässige Wandverdünnungen oder Löcher entstehen, so dass das Bauteil nicht mehr wie spezifiziert luftdicht bei 1,2 bar Innendruck (absolut) ist“. Anhand der „5 × Why“-Analyse wird die grundlegende Ursache („Root cause“) ermittelt. Beispiel: „1. Warum kann dies passieren? Weil zur Aufrechterhaltung des Innendrucks eine Mindestwandstärke von 0,5 mm notwendig ist, aber maximale Fertigungsschwankungen von 0,3 mm bei 2 % der bisher gefertigten Teile gemessen werden. Dies führt nach der Änderung zu einer Unterschreitung um 0,05 mm. 2. Warum treten Fertigungsschwankungen von 0,3 mm auf? Weil ...“. Als Ergebnis könnte sich in diesem fiktiven Beispiel zeigen, dass der „Root-Cause“, der zum „Concern“ führen wird, ein um 15 % zu geringer Arbeitsdruck der Gießvorrichtung ist. Wobei der Arbeitsdruck nachweislich ohne relevante Folgen 25 % höher sein könnte. Dieser höhere Druck würde anhand einer plausiblen Auslegungsvorschrift zu einer Verringerung der maximalen Schwankung auf 0,1 mm führen.
Im Review wird der Fokus auf zusätzliche Maßnahmen bei der Konstruktion, der Erprobung oder Fertigung gelegt. Für das fiktive Beispiel wäre also denkbar, als Maßnahme zum Beseitigen des Problems den Arbeitsdruck der Gießvorrichtung um 25 % zu erhöhen, und ein Vorgehen zu definieren, welches die Wirksamkeit der erfolgten Maßnahme quantitativ nachweist.

## Publikationen
- Beginners Guide to DRBFM, Toyota, Nov. 2005
- SAE J2886, SAE International Standard, 2013